# Tekao

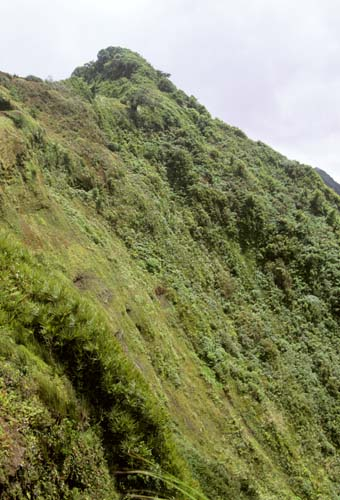
Mont Tekao

Tekao is het hoogste punt van het Frans-Polynesische eiland Nuku Hiva, op de Marquesaseilanden. Tekao ligt op 1224 m hoogte, en is gesitueerd in het noordwesten van het eiland, op de grens met het Tōvi‘i plateau, in de provincie Te I‘i.